# Pete Schoening
Peter Kittlesby Schoening (* 30. Juli 1927 in Seattle, Washington; † 22. September 2004 ebenda) war ein US-amerikanischer Bergsteiger, er gilt in seiner Heimat als Nationalheld.

## Bergsteigen
Schoening war an zwei wichtigen Erstbesteigungen beteiligt: 1958 am Achttausender Hidden Peak (Gasherbrum I) und 1966 am höchsten Berg der Antarktis, dem Mount Vinson. Er nahm an der ersten amerikanischen Pamir-Expedition teil (1974) und engagierte sich im Bergrettungsdienst an der Nordwestküste der USA. 1996, im Alter von 68 Jahren, versuchte Schoening erfolglos, zusammen mit seinem Neffen Klev den Mount Everest zu besteigen. Im selben Jahr bestieg er den Aconcagua und den Kilimandscharo sowie zusammen mit seinem Freund Marcus Schmuck den Mount Rainier. Am bekanntesten ist Pete Schoening für seine beispiellose Rettungsaktion bei der US-amerikanischen K2-Expedition 1953, als er fünf Bergsteigern das Leben rettete. Nach ihm ist der Schoening Peak in der Antarktis benannt.

## Bedeutende Stationen
Pete Schoening verließ noch vor dem Ende des Zweiten Weltkriegs die Schule, um zu den Marine-Streitkräften zu gehen. Nach dem Krieg studierte er chemical engineering an der University of Washington. 1953 heiratete Schoening; mit seiner Frau Mell hatte er drei Söhne und drei Töchter. Schoening gründete die Firma Chemgrate Corporation, die Fiberglas herstellte, verkaufte sie jedoch 1995. 1981 wurde er vom American Alpine Club mit dem David A. Sowles Memorial Award ausgezeichnet. In den letzten Jahren seines Lebens litt Schoening an Krebs.

## Rettungsaktion am K2
Im Frühsommer 1953 brach eine US-amerikanische Bergsteiger-Mannschaft unter Leitung von Charles Houston zum K2 auf, um diesen schweren Achttausender, an dem Fritz Wiessner 14 Jahre zuvor knapp gescheitert war, erstzubesteigen. Aufgrund äußerst widriger Wetterbedingungen kam es während des Besteigungsversuches zu der gefährlichen Situation, dass sieben Männer auf einer Höhe von 7620 m auf dem Abruzzi-Sporn in ihren Zelten gefangen und wegen des Sturms zu tatenlosem Warten gezwungen waren. Nach neun Tagen Blizzard gerieten die ersten Männer in Lebensgefahr; Art Gilkey erlitt aufgrund der dünnen Luft ein Blutgerinnsel, und es war fast kein Trinkwasser mehr verfügbar. Man entschied sich für den Abstieg, der wegen der außergewöhnlich hohen Lawinengefahr jedoch nicht über die bekannte Route zurückführen konnte, sondern über einen unbekannten Felsgrat erfolgte. Die Männer stiegen vorsichtig ab, wobei der verletzte Art Gilkey eingewickelt in eine Zeltplane nachgezogen und von Pete Schoening gesichert wurde. In einer steilen Eisrinne ereignete sich dann ein Unfall: George Bell rutschte aus, stürzte und riss seinen Partner mit; ihr Seil verfing sich mit dem der anderen Seilschaften, so dass alle außer Schoening ihr Gleichgewicht verloren und im Stürzen begriffen waren. Geistesgegenwärtig verklemmte Schoening seinen Eispickel so, dass er den Massensturz bremsen konnte, der zum Tod der gesamten Gruppe geführt hätte.
Der angepeilte nächste Lagerpunkt wurde erreicht und der verletzte Gilkey vorerst mit zwei Eispickeln an der Eisflanke gesichert, da erst eine Plattform gebaut werden musste, die genug Platz für die Bergsteiger bot. Als man Gilkey holen wollte, war von ihm und den Eispickeln keine Spur mehr zu sehen. Er war zu Tode gestürzt; möglicherweise – wie im Nachhinein gemutmaßt wurde – freiwillig, da er um seinen kritischen Gesundheitszustand wusste und seine Kameraden möglicherweise vom großen Risiko seiner Bergung befreien wollte.
Die anderen Bergsteiger erreichten schließlich das Basislager, vier von ihnen mit schweren Erfrierungen.
Dass Pete Schoening den Sturz seiner Kameraden halten konnte, gilt in US-amerikanischen Bergsteigerkreisen als eines der wichtigsten Ereignisse im Alpinismus des 20. Jahrhunderts. Die Geschehnisse sind berühmt als The Belay (dt. „die Sicherung“).
Ein Jahr später wurde der K2 von einer italienischen Mannschaft um Lino Lacedelli und Achille Compagnoni erstbestiegen. Der legendäre Eispickel, mit dem Schoening das Leben der anderen Bergsteiger rettete, befindet sich heute im Museum der State Historical Society des Staates Washington in Seattle.

## Alpinistische Leistungen (Auszug)
- Erstbesteigungsversuch 1953 am K2. Die amerikanische Expedition erreichte über den Südostgrat (Abruzzi-Sporn) eine Höhe 7800 Metern, bevor sie wegen widriger Wetterbedingungen aufgeben musste.
- Erstbesteigung des 8080 Meter hohen Hidden Peak (Gasherbrum I) am 5. Juli 1958 zusammen mit Andrew Kauffman über den IHE-Sporn und den Südostgrat.
- Erstbesteigung des 4892 Meter hohen Mount Vinson (höchster Berg der Antarktis) am 18. Dezember 1966 zusammen mit Barry Corbet, John P. Evans und Bill Long[2]
- Besteigungversuch am Mount Everest im Frühjahr 1996 als Mitglied der später verunglückten Mountain Madness-Expedition (siehe Unglück am Mount Everest (1996))